# Libertadores

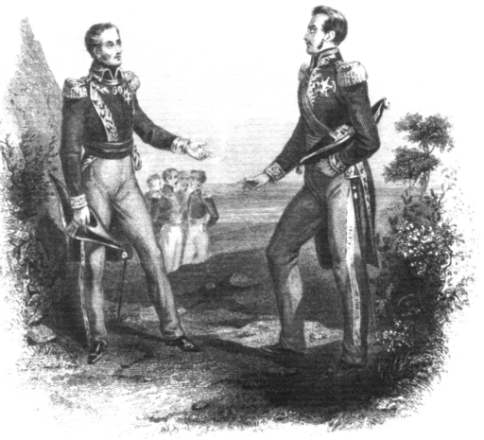
Conferinţa Guayaquil (1822) dintre Simón Bolívar și José de San Martín, cei mai mari dintre libertadores din America Spaniolă.

Libertadores (spaniolă: [liβertaˈðoɾes], portugheză: [libeʁtaˈdoɾis], "Eliberatorii") este un termen care se referă la liderii care au condus războaiele latino-americane pentru independența față de statele Spania și Portugalia. Denumirea este dată în acest fel în contrast cu Conquistadorii ("Cuceritorii"), care erau până în acel punct singurele personalități din istoria Americii de Sud.
Mare parte dintre eliberatori erau burghezi, creoli (persoane băștinașe, dar cu ascendență în Europa, în special Spania sau Portugalia) și în majoritatea cazurilor aveau pregătire militară în metropola patriei lor.
Eliberatorii cei mai proeminenți, din punctul de vedere al istoricilor, sunt:
- Miguel Hidalgo y Costilla
- José de San Martín
- José Gervasio Artigas
- Simón Bolívar
- Antonio José de Sucre
- Bernardo O'Higgins
- Francisco de Miranda
- Pedro I do Brasil

## Lista eliberatorilor
| Portret | Nume (Naștere–Moarte)                 | A făcut parte din                                       | A contribuit la independeța                           | Referințe     |
| ------- | ------------------------------------- | ------------------------------------------------------- | ----------------------------------------------------- | ------------- |
|         | Miguel Hidalgo y Costilla (1753-1811) | Grito de Dolores                                        | Mexic                                                 | [ 2 ]         |
|         | José de San Martín (1778-1850)        | Traversarea Anzilor                                     | Argentina, Chile și Peru                              | [ 3 ]         |
|         | Simón Bolívar (1783-1830)             | Campania Admirabilă                                     | Columbia, Panama, Venezuela, Ecuador, Peru și Bolivia | [ 4 ]         |
|         | José María Morelos (1765-1815)        | Batalla de Cuautla și a scris Sentimientos de la Nación | Mexic                                                 | [ 5 ]         |
|         | Ramón Castilla (1797-1867)            | Războiul de Independență al Perului                     | Peru                                                  | [ 6 ]         |
|         | Andrés de Santa Cruz (1764-1850)      | Bătălia de la Pichincha                                 | Bolivia și Peru                                       | [ 7 ]         |
|         | José Gervasio Artigas (1764-1850)     |                                                         | Uruguay                                               | [ 8 ]         |
|         | Manuel Belgrano (1770-1820)           |                                                         | Paraguay, Argentina și Bolivia                        | [ 9 ]         |
|         | Thomas Cochrane (1775-1860)           |                                                         | Brazilia, Chile                                       | [ 10 ]        |
|         | Agustín de Iturbide (1783-1824)       | A proiectat Plan de Iguala și Drapelul Mexicului        | Mexico                                                | [ 10 ]        |
|         | Francisco de Miranda (1750-1816)      |                                                         | Venezuela                                             | [ 11 ]        |
|         | Mariano Moreno (1778-1811)            |                                                         | Argentina                                             | [ 12 ]        |
|         | Bernardo O'Higgins (1778-1842)        |                                                         | Chile și Peru                                         | [ 13 ] [ 14 ] |
|         | Pedro I do Brasil (1798-1834)         |                                                         | Brazilia                                              | [ 15 ]        |
|         | Antonio José de Sucre (1795-1830)     |                                                         | Bolivia, Peru, Ecuador și Venezuela                   | [ 16 ]        |

## Moștenire
Drapelele statelor Venezuela, Columbia și Ecuador urmăresc design-ul propus de Francisco de Miranda în 1806. De asemenea, statul Bolivia a fost denumit după Simon Bolivar, care a fost pe rând președintele Columbiei, Boliviei și de două ori al Venezuelei. 
Numele eliberatorilor erau folosite peste tot în America de Sud pentru a da nume tuturor lucrurilor, cum ar fi orașele și toponimele până la instituțiile și cluburile sportive. De asemenea, cea mai prestigioasă competiție de fotbal din America de Sud este denumită Copa Libertadores în onoarea lor.